# Канде (замок)
За́мок Канде́ (фр. Château de Candé) — французький замок у департаменті Ендр і Луара регіону Центр — Долина Луари. Назва походить від кельтського слова, що перекладається як «злиття».

## Історія
З початку XIV ст. тут розташовувалася фортеця сеньйорів Канде. На початку XVI ст. на замовлення Франсуа Брізонне, мера міста тур, архітектор Деньє дю Рой на місці старої фортеці Канде почав спорудження маєтку в стилі Людовика XII (Відродження). На завершальному етапі роботи фінансувала Жанна, донька Брізонне, оскільки той помер 1504 року. Зведення замку-маєтку завершено 1508-го, тривалий час споруда в тому вигляді й залишалася.
Лише після того, як 24 червня 1853 року Сант'яго Дрейк дель Кастільо, спадкоємець багатих англо-кубинських плантаторів, придбав замок, архітектор Жак-Айме Мефрер вніс зміни: додано північне крило в стилі готичного відродження, чим втричі збільшено житлові приміщення.
У 1927 році Джон Дрейк дель Кастільо, праправнук Сант'яго Дрейка дель Кастільо, продав замок Канде франко-американському промисловцю Франку Бедо. За дорученням останнього проведено технічні роботи з переобладнання постачання, електрифікації, внутрішнього осучаснення для поліпшення естетики і комфорту, зокрема встановлено централізоване опалення. Також встановлено власну телефонну станцію з комутатором.
У 1937 році в цьому замку відбувся шлюб герцога Едуарда Віндзорського (колишнього короля Великої Британії) та Волліс Сімпсон. У 1939 році частину замку орендувало Посольство США у Франції для проведення дипломатичних зустрічей.
Після смерті Ферна Бедо у 1972 році держава отримала замок Канде у спадок. У 1974 році його передано в управління Генеральній раді Індре-і-Луар. Нині відкритий для відвідувань із січня по вересень. З 2005 року тут проводить музичний екофестиваль «Територія Сонця».

## Розташування
Замок Канде зведено за 25 кілометрів від Тура. Поруч протікають невеличкі річки, що впадають в Ендр.

## Опис
За описом 1745 року, замок Канде складався зі зміцненої будівлі, корпусів, ровів і канав, підйомних мостів, доріжок на кшталт бульварних, домівок слуг, сараїв, садів орхідей, фруктових садів, ріллі, виноградників. Поруч — високі ліси й чагарники, де водилася дичина.
Кожна з восьми спалень має стиль оформлення в стилі арт-деко, що постачається з гарячою водою «за бажанням», ванну обладнану американською системою, батарею-рушник і туалет.
Існує поле для гольфу з 18 лунками. В замку є бібліотека, тренажерна зала, солярій та орга́н роботи Ернеста Мартина Скіннера. На сьогоднішній день це один з 12 існуючих в світі інструментів, з яких тільки 3 знаходяться в робочому стані. Унікальний орган визнаний історичною пам'яткою.